# Rocinela angustata
Rocinela angustata is een pissebed uit de familie Aegidae. De wetenschappelijke naam van de soort werd voor het eerst geldig gepubliceerd in 1904 door Harriet Richardson.